# Forma farmacéutica efervescente

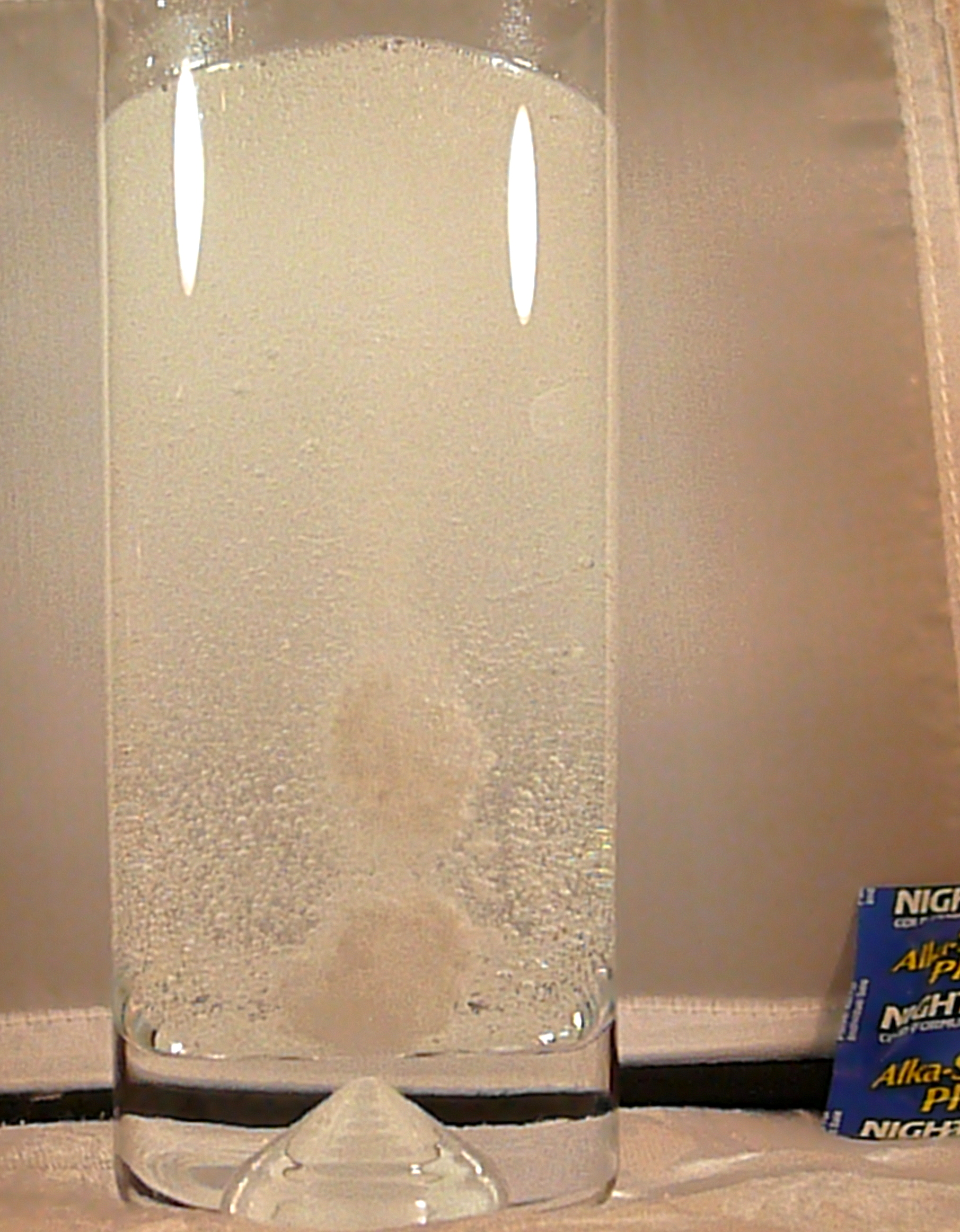
Comprimidos efervescentes

Las tabletas o comprimidos, gránulos y polvos efervescentes son formas farmacéuticas sólidas sin recubrimiento que generalmente contienen sustancias ácidas y carbonatos o bicarbonatos, y que reaccionan rápidamente en presencia de agua mediante la liberación de CO2. Por lo general, se disuelven o dispersan en agua antes de la administración.
Las tabletas efervescentes solubles se preparan por compresión. Además de los ingredientes activos, contienen mezclas de ácidos (ácido cítrico, ácido tartárico) y bicarbonato de sodio (NaHCO3) que liberan dióxido de carbono cuando se disuelven en agua.
Esta forma farmacéutica se suele emplear en medicamentos como la aspirina, suplementos vitamínicos (especialmente de vitamina C) y en antiácidos para aliviar el malestar estomacal (cuya forma en polvo se conoce de forma coloquial en países latinoamericanos con el nombre de sal de fruta).

## Burbujeo
Hasta los años 60, era habitual y necesario remover una tableta en un vaso de agua hasta que los polvos quedaran completamente disueltos. Con la introducción de la tableta efervescente esto se hizo innecesario.
El burbujeo se produce porque de una sal de ácido carbónico se separa el dióxido de carbono (CO 2 ) al reaccionar con un ácido en presencia de agua.  Esto acelera mucho el proceso de disolución de la tableta. La reacción química es básicamente la misma que con polvos efervescentes o la levadura en las fermentaciones. Se pueden utilizar carbonatos de sodio (carbonato de sodio y bicarbonato de sodio) o bien carbonatos de potasio como componentes suministradores de dióxido de carbono, el componente liberador es un ácido sólido como el ácido cítrico, el ácido tartárico o el ácido málico.
Si unos polvos contienen carbonato hidrogenado de sodio (NaHCO 3 ) y ácido cítrico (C 6 H 8 O 7 ), al sumergirla en agua, teniendo en cuenta que en medio se genera ácido carbónico, se produce la reacción:
{\displaystyle \mathrm {3\ NaHCO_{3(aq)}+C_{6}H_{8}O_{7(aq)}\to \ Na_{3}C_{6}H_{5}O_{7(aq)}+3\ H_{2}O_{(l)}+3\ CO_{2(g)}} }

## Historia
Las mezclas efervescentes se conocen desde principios del siglo XX. Durante la década de 1930, el éxito de la marca Alka Seltzer creó una moda por los productos efervescentes que continúa hasta hoy. El producto consiste en tabletas conteniendo ácido acetilsalicílico y una mezcla efervescente de un ácido orgánico adecuado y un carbonato o bicarbonato de un metal alcalino.
Además de tabletas y comprimidos efervescentes, también existen gránulos y polvos efervescentes.

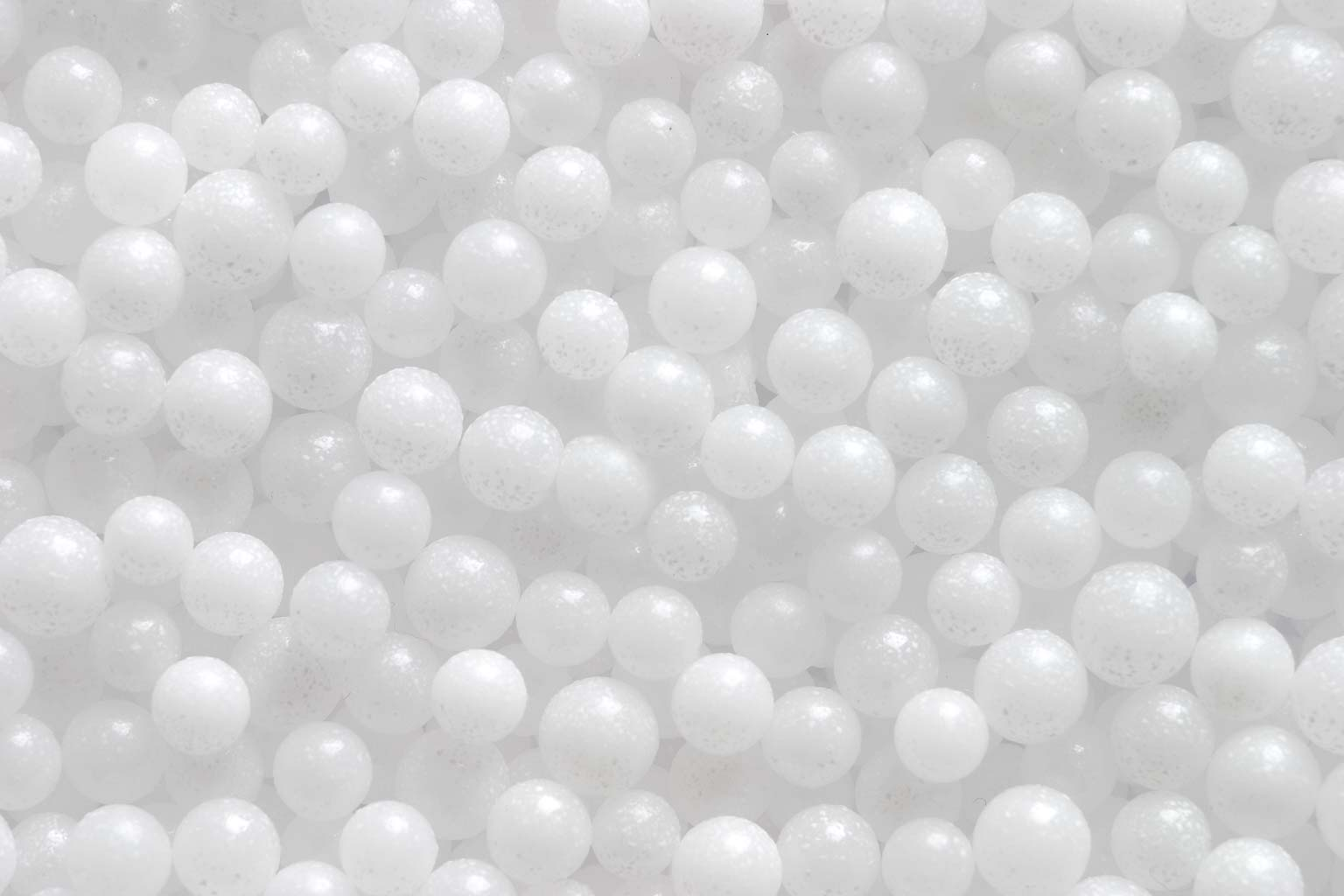
Gránulos.

Las reacciones ácido-base entre el bicarbonato de metal alcalino y ácido cítrico o tartárico se han utilizado durante muchos años para producir preparaciones farmacéuticas que hagan efervescencia tan pronto como se agrega agua. En tales sistemas, es prácticamente imposible lograr mucho más que una saturación atmosférica de la solución con respecto al dióxido de carbono liberado. Si el ácido se disuelve primero, entonces la mayor parte de la reacción tiene lugar en solución saturada, muy cerca de las partículas de bicarbonato no disueltas. Si el bicarbonato se disuelve más rápido, la reacción tiene lugar esencialmente cerca de la superficie del ácido no disuelto. Dichos sistemas de suspensión no favorecen la sobresaturación con respecto del dióxido de carbono porque los sólidos particulados actúan como núcleos para la formación de burbujas.
El proceso de compactación general de la tableta o comprimido normalmente se describe mediante una serie de fases secuenciales:
1. reordenamiento,
2. deformación (elástica, plástica) de las partículas iniciales,
3. fragmentación y
4. deformación de los fragmentos.[1]

Las partículas pequeñas se acercan mucho y se formará una atracción o enlaces entre partículas. Condiciones similares prevalecerán con las tabletas efervescentes.
Una propiedad muy importante de los productos efervescentes es la isoterma de adsorción/desorción de la materia prima y, en consecuencia, su contenido de humedad. Para evitar una reacción efervescente prematura en las tabletas, se deben usar sustancias con bajo contenido de humedad. La solubilidad acuosa es otra propiedad importante de las sustancias usadas en productos efervescentes. También es importante usar materias primas que se puedan humedecer fácilmente.